# Pedoskop

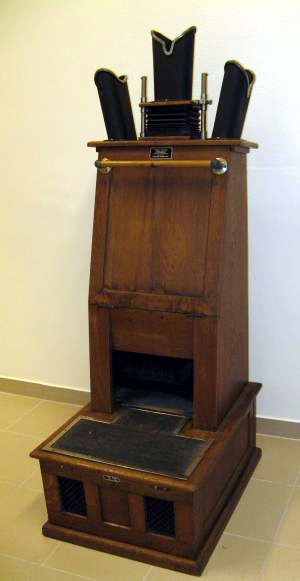
Pedoskop aus den 1930er Jahren von Ernst Gross Röntgen-Apparate, Berlin, im Physikmuseum Salzburg

Pedoskope (von lateinisch pes, pedis „Fuß, des Fußes“ und griechisch skopéin „betrachten“), andere Bezeichnung Schuh-Fluoroskop, waren Röntgengeräte zur Überprüfung der Passform von Schuhen. Kunden und Verkaufspersonal waren dabei unkontrolliert der Röntgenstrahlung ausgesetzt.

## Geschichte
Um 1920 herum wurden derartige Geräte unabhängig voneinander in den Vereinigten Staaten und in Großbritannien entwickelt. Belegt sind eine frühe Patentanmeldung im Jahr 1919 und die Vorführung eines Schuh-Fluoroskops im Jahre 1920 auf einer Messe für Schuhhändler in Boston. Der amerikanische Arzt Jacob Lowe hatte das Patent angemeldet und an die Adrian X-Ray Company in Milwaukee überschrieben, die es unter dem Namen „Foot-O-Scope“ vermarktete. Etwa zur gleichen Zeit patentierte und vermarktete die Pedoscope Company aus St Albans in Großbritannien ein ähnliches Gerät unter der Bezeichnung „Pedoscope“, die heute generisch verwendet wird. Der Schweizer Schuhhersteller Bally vertrieb sie in Kontinentaleuropa. Bis in die 1950er Jahre wurden in den USA ca. 10.000, in Großbritannien ca. 3.000, in Kanada ca. 1.000 und in der Schweiz und Süddeutschland ca. 1.500 Geräte aufgestellt.

## Einsatz zur Verkaufsförderung
Die in den Schuhgeschäften eingesetzten Pedoskope dienten der Verkaufsförderung insbesondere mit Blick auf den Schuhkauf für Kinder. Die Geräte waren deshalb zumeist mit drei Okularen ausgestattet, sodass Eltern und Verkaufspersonal gleichzeitig mit dem Kind den Sitz der Schuhe überprüfen konnten. Für die durch den Einsatz dieser Geräte zu garantierende Passgenauigkeit wurde zum einen mit Gesundheitsargumenten geworben. Zum anderen war es in Zeiten wirtschaftlicher Notlagen für viele Eltern wichtig, sicherzustellen, dass die für ihre Kinder gekauften Schuhe passten. Zum Teil warben Schuhgeschäfte auch damit, dass man kostenlos überprüfen könne, ob getragene Schuhe noch passen. Die Kunden und das Verkaufspersonal waren dabei unkontrolliert der Röntgenstrahlung ausgesetzt.

## Starke Strahlenbelastung
Die Geräte standen bis in die 1960er Jahre in den Schuhgeschäften, obwohl schon sehr früh nach der Entdeckung der Röntgenstrahlen medizinische Erkenntnisse über die gesundheitlichen Gefahren vorlagen und der Einsatz von Pedoskopen in Fachkreisen kritisiert wurde. 
Eine regionale Studie der Gewerbeaufsicht in Detroit ergab 1948, dass die Geräte 30–40 R/min (in aktuellen Einheiten 4–6 mGy/s) abgaben. Die tägliche Dosis der Mitarbeiter über Streustrahlung wurde auf 0,1 R (0,9 mGy) geschätzt. Andere Untersuchungen ergaben noch höhere Dosen, insbesondere gefährlich für langjährige Schuhverkäufer. Ein Fall einer schweren Verbrennung und Amputation bei einer Schuhvorführerin wurde 1950 veröffentlicht.

## Warnung und Betriebsverbot
1946 begrenzte die American Standards Association in ihren Sicherheitsrichtlinien die Strahlendosis der Pedoskope, und etwa gleichzeitig warnten auch amerikanische medizinische Fachgesellschaften und Gesundheitsbehörden. Betriebsverbote folgten allerdings erst deutlich später, in Deutschland mit der Röntgenverordnung 1973. Anlage 1 der Strahlenschutzverordnung stuft die „Anwendung von Röntgenstrahlung am Menschen zur Überprüfung der Passfähigkeit von Kleidungsstücken und Schuhen“ als nicht gerechtfertigte Tätigkeitsart ein.
In der Schweiz war ein Gerät sogar noch 1989 in Betrieb.

## Podoskop
Heute werden sogenannte Podoskope zur Fußdiagnostik eingesetzt. Es funktioniert wie ein Flachbettscanner.